# Kamianka (Bug)
Die Kamianka ist ein kleiner rechter Zufluss des Bug in Polen.

## Geografie
Der rund 27 km lange Fluss entspringt in der Woiwodschaft Podlachien im Nordwesten der Stadt Siemiatycze und fließt in südsüdwestlicher Richtung durch Siemiatycze ab; er mündet schließlich bei Turna Mała in den Bug. Der mittlere Abfluss an der Mündung beträgt 0,095 m³/s.